# Wenger Carrosserie/Fahrzeugbau
Die Wenger Carrosserie/Fahrzeugbau AG ist ein Schweizer Familienunternehmen, das in Basel ansässig ist und in der vierten Generation in privater Hand geführt wird. Das Unternehmen wurde 1919 als Wagnerei von Dominique Wenger gegründet.
In den Gründerjahren war die Unternehmung für Lastwageninnenausbauten und -aufbauten bekannt. Später kamen Sattlerarbeiten, Einbau von Schiebedächern, Umbau von Personenwagen zu Lieferwagen bis hin zum Bau von Stahlkabinen für Geländewagen hinzu. Inzwischen konzentriert sich der Betrieb auf die Bereiche Karosserie- und Fahrzeugbau. Wenger ist das einzige verbliebene Unternehmen in Basel, das Fahrzeugaufbauten herstellt, und einer der grössten Karosseriebetriebe in der Region Basel.

## Geschichte

### 1910er bis 1940er Jahre
Dominique Wenger gründete nach seinem Diplomabschluss als Wagner in Paris und einigen Wanderjahren als Wagnermeister sein eigenes Unternehmen. Den Erfahrungsschatz für das Gründungsvorhaben erarbeitete er sich als Leiter in einer Wagnerei in Strasbourg und später in einer Karosserieunternehmung als Leiter Fahrzeugbau in Bellinzona. Während des Ersten Weltkrieges stieg die Nachfrage nach Nutzfahrzeugen rapide an, da sich die Strasse neben den klassischen Transportwegen wie Schifffahrt oder Eisenbahn schnell weiterentwickelte. Von dieser Entwicklung – und als neutrales Land unabhängig vom Kriegsgeschehen – profitierte die Schweiz. Sie transportierte viel Kriegsmaterial mit Nutzfahrzeugen ins Ausland oder exportierte Lastwagen in die umliegenden Länder. Diesen Trend bemerkte auch der Lastwagenbauer Saurer, der seine Produktion massiv steigern konnte. 1914 stellte Saurer in Arbon als nunmehr wichtigster Lastwagenhersteller in der Schweiz Dominique Wenger als ersten Wagnermeister ein. Bis dahin produzierte die Unternehmung nur die Mechanik und die fahrbaren Chassis mit Motor für Lastwagen. Mit dem erfahrenen Wagnermeister Dominique Wenger ergaben sich jedoch neue Möglichkeiten, insbesondere im Verkauf von kompletten Nutzfahrzeugen mit Aufbauten nach Kundenwunsch.
Das Kriegsende führte in der Schweiz zu einem Produktionsrückgang. Dominique Wenger entschied sich 1919, am grenznahen Standort Basel eine Wagnerei als eigenes Unternehmen zu gründen. Das Betriebsgelände hatte das Jungunternehmen zu Beginn an der Hochstrasse 24 in Basel. 1924 bezog Wenger die neu gekauften Werkstätten an der Allschwilerstrasse 15 im Gotthelf-Quartier. Hier wurden der Wagnerei bald eine Karosseriespenglerei, eine Autolackierabteilung, eine Autosattlerei sowie der Fahrzeugbau angegliedert. Die Grundlagen der Unternehmung unter der Leitung von Dominique Wenger waren der Umbau von älteren Personenwagen zu Lieferwagen, Neuaufbauten von Limousinen-Karosserien mit dem ganzen Innenausbau sowie Liefer- und Lastwagenaufbauten. Auch Lastwagenkabinen und Brückenaufbauten entstanden nach den Plänen von Dominique Wenger. Insbesondere während der Krisenjahre war das Militär ein wichtiger Kunde. Vermehrt wurden Personenwagen-Aufbauten, belegt unter anderem auf Basis Talbot, Lancia, Ford A, Delage, Farman und Salmson Sport, gefertigt.

### 1950er bis 1970er Jahre
In den 1950er Jahren übernahm Maurice Wenger mit seinem Bruder René Wenger das Unternehmen. Maurice Wenger als diplomierter Sattlermeister und René Wenger als Kaufmann teilten sich die Aufgabengebiete. Zu dieser Zeit, nach dem Zweiten Weltkrieg, fertigte das Unternehmen Cabriolet-Verdecke, Schiebedächer nach eigenem Patent und Innenpolsterungen.
1958 wurde eine Einbrennkabine an der Allschwilerstrasse in Betrieb genommen. 1969 folgte eine weitere grosse Spritzkabine mit zwei Wärme-/Trockenplätzen sowie 1971 je eine weitere Spritzkabine. Optisch wurde auch die Front des Firmengeländes zur Allschwilerstrasse modernisiert und mit einem grossen Schaufenster versehen, um Qualitätsarbeiten, Oldtimer und Sonderanfertigungen auszustellen. Auch interessante Vernissagen oder Kunstausstellungen fanden dort Platz. Bekannt war auch die eingemietete Metzgerei der Bell AG, die das Basel-Gotthelf-Quartier mit ihren Produkten versorgte. 1964 kamen an der Klingentalstrasse 77 im Kleinbasel eine Karosseriespenglerei mit Autolackierabteilung und 1971 der Fahrzeugbau für schwere Nutzfahrzeuge in Reinach BL als weitere Firmenstandorte hinzu.

### 1980er bis 2000er Jahre
Bis in die 1980er Jahre beschäftigte das Unternehmen bis zu 70 Mitarbeiter unter der Betriebsleitung von César Weissen. Der Geschäftsmann war für alle drei Standorte zuständig und führte die Integration der Carrosserie Heimburger in das Unternehmen in den 1990er Jahren durch.
Mit dem Kauf des ganzen Areals an der Klingentalstrasse 77 im Jahre 1982, dem heutigen Standort, wurde die Möglichkeit geschaffen, zukünftig die ganzen Dienstleistungen der Unternehmung an einem Ort zu bündeln. Nach dem Standort Reinach wurden auch die Aktivitäten am Firmengelände an der Allschwilerstrasse an die Klingentalstrasse verlegt.

### 2000er Jahre bis heute
Zu Beginn des neuen Jahrtausends führte mit Ruedi Wenger die dritte Generation ein strenges Qualitätsmanagement in das Unternehmen ein. Der diplomierte Karosserietechniker verbesserte neben der umweltfreundlichen Wärmezufuhr durch Fernwärme der IWB nicht nur die Heiztechnik, sondern modernisierte auch die elektrischen Anlagen sowie die Tore und Fenster. Neben dem Neubau der Spenglerei folgte 2002 der Einzug in einen neuen Verkaufsraum und 2003 in den neuen Empfang mit Büro und Showplatz im Neubau zur Klingentalstrasse. In dieser Zeit erfolgte die Zertifizierung als VSCI-Eurogarant-Betrieb.
2009, zum 90-jährigen Firmenjubiläum, übernahm Arno Wenger die Leitung des nunmehr einzigen Fahrzeugbaubetriebes in der Stadt Basel. Der diplomierte Betriebsökonom, der nach seinem Studium 2006 und dem Besuch der Ferdinand-Braun-Schule für Karosserie- und Fahrzeugbau in Fulda in den väterlichen Betrieb einstieg, obliegt neben der kaufmännischen Leitung auch die Leitung der Abteilung Fahrzeugbau.

## Karosserie-Abteilung
Spenglerarbeiten an Karosserien waren bereits zu Beginn der Unternehmung eine der Haupttätigkeiten des Betriebes. Im Laufe der Jahre kamen Verdecke für Limousinen und Sattlerarbeiten hinzu. Heute sind neben Unfallreparaturen wie Blech-, Aluminium-, Kunststoff- und Glasreparaturen auch Lackier- und Unterhaltsarbeiten die wesentlichen Aufgaben des Karosserienbereichs. Alle diese Arbeiten werden für PKW und Nutzfahrzeuge angeboten.
Ein erhaltener Personenwagen-Aufbau ist der Wenger Salmson mit Sportkarosserie von 1924, welcher seit 2017 zur Sammlung des Museums Pantheon Basel gehört.
Zeitweise montierte Wenger komplette Fahrzeuge für Automobile Monteverdi. Insgesamt entstanden etwa 20 Monteverdi Sierra bei Wenger sowie der Prototyp des Monteverdi 375 S Berlinetta, diverse Monteverdi Safari und ein Monteverdi 375 L.

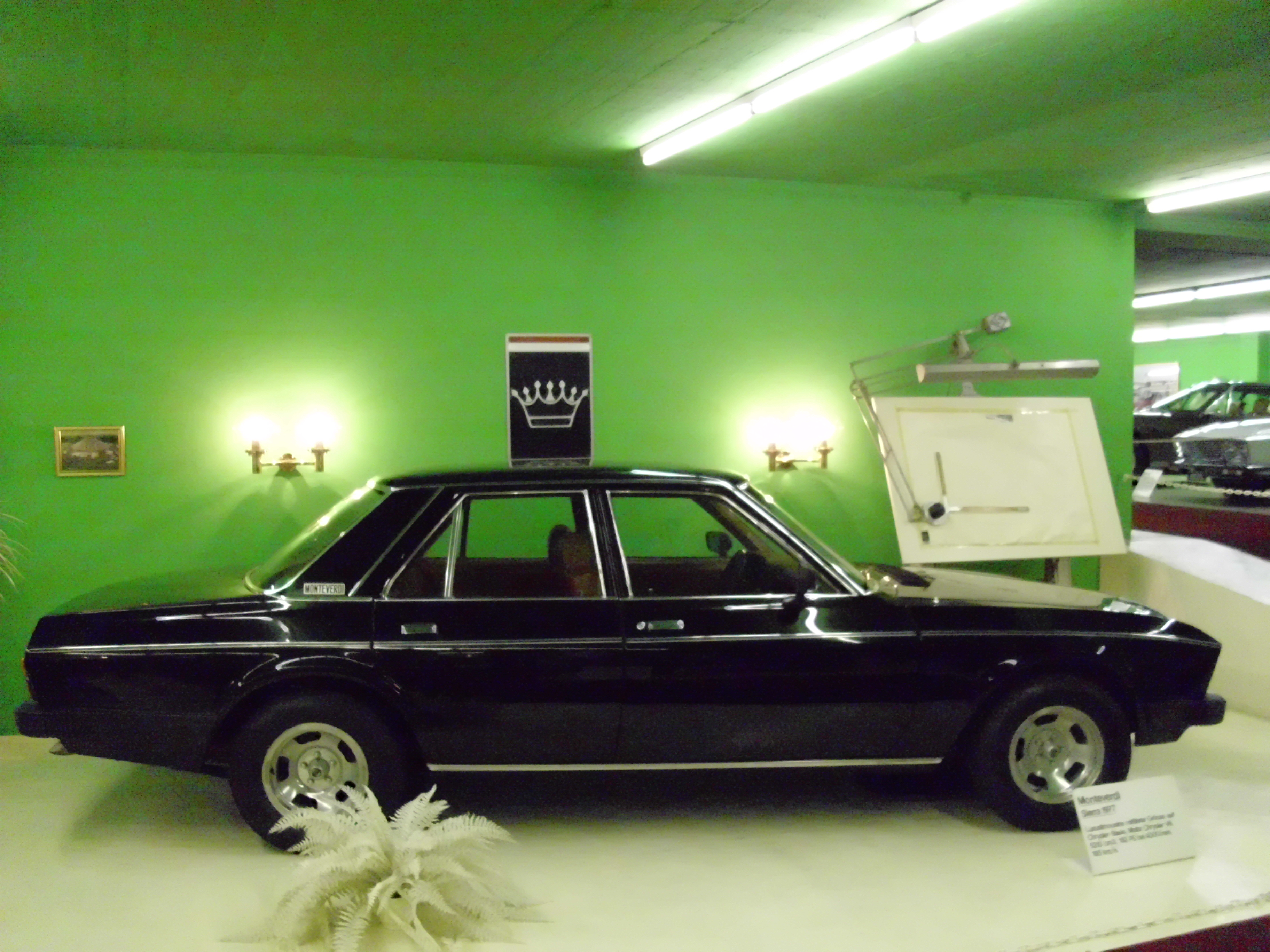
Bei Wenger aufgebaut: Monteverdi Sierra (1977–1982)

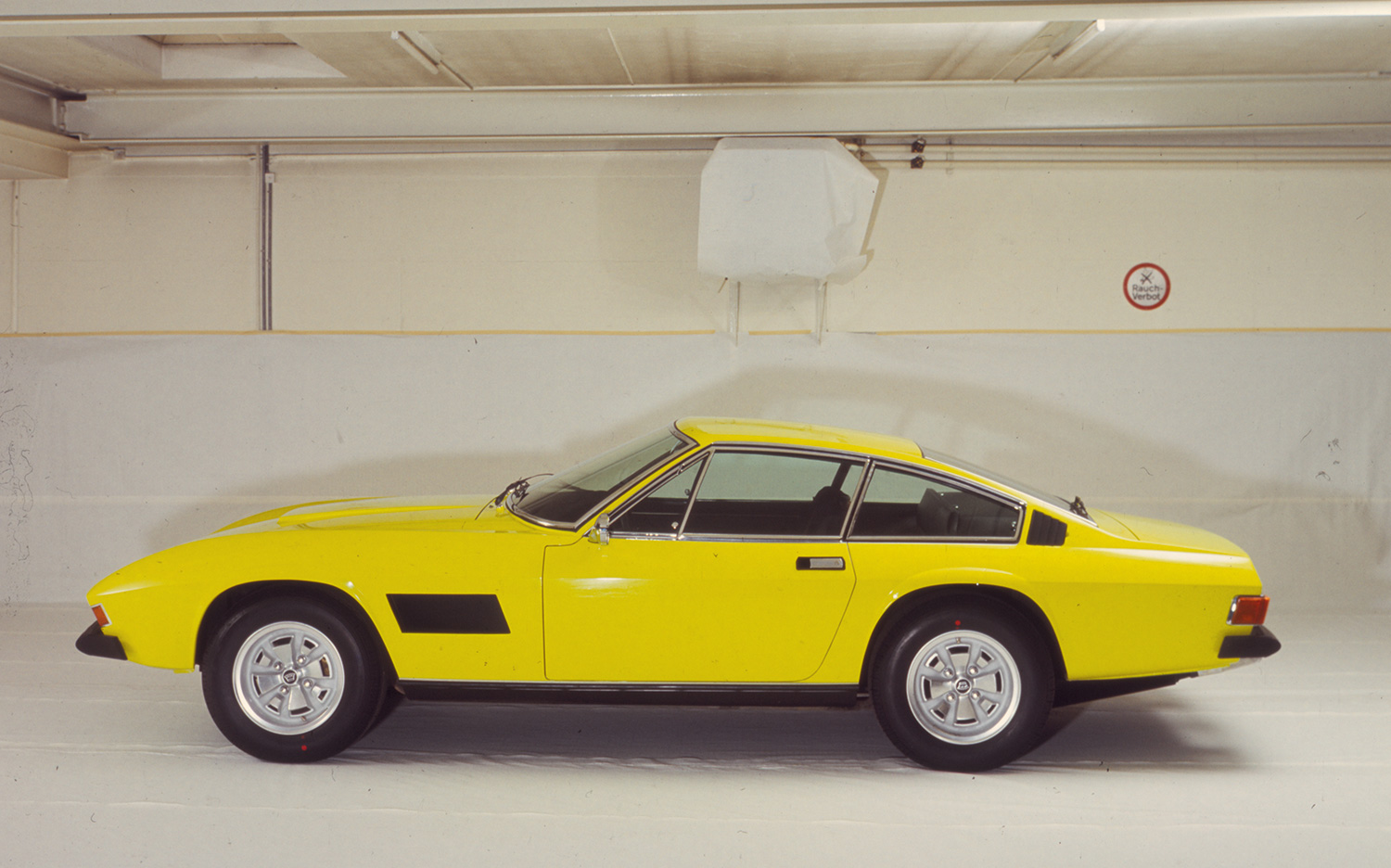
Bei Wenger aufgebaut: Monteverdi 375 S Berlinetta

## Fahrzeugbau-Abteilung
Der Bereich Fahrzeugbau ist von Anfang an ein wichtiger Teil der Tätigkeiten des Unternehmens. Baute man zu Beginn hauptsächlich Pritschenaufbauten, waren es in der Nachkriegszeit vor allem Geländewagenaufbauten, die grosse Nachfrage hatten. Später waren neben kleineren Nutzfahrzeug- auch Lastwagenaufbauten im Angebot. Wenger konzentriert sich vorrangig auf Nutzfahrzeuge mit einem Gesamtgewicht von 3,5 Tonnen und bietet neben Fahrzeugaufbauten auch Anhänger an. Neben standardisierten Ein- oder Zweiachsanhängern auch Eigenkonstruktionen unter dem eigenen Markennamen mit mehrheitlich 3,5 t Gesamtgewicht und Sattelanhänger der Kategorie B. Das heutige Angebotsspektrum bei den Fahrzeugaufbauten reicht von Kippern, Brücken und Pritschen über Planen- bis hin zu Kofferaufbauten. Auch für Kühlfahrzeuge werden Kofferaufbauten und Kastenausbauten gefertigt.
Für den öffentlichen Dienst bietet das Unternehmen z. B. Aufbauten für den kommunalen Einsatz an. Auch Polizeifahrzeuge, Gefangenentransporter oder Fahrzeuge für die Grenzwache werden ausgerüstet. Den Ausbau von Feuerwehrfahrzeugen und der Bau von kompletten Wechselladebehälter runden das Angebot für den öffentlichen Dienst ab.
Zur Produktpalette im Fahrzeugbaubereich gehört auch der Innenausbau von Fahrzeugen. So bietet Wenger unterschiedliche Regalssysteme, Werkbänke, Halterungen und Gitter zur Befestigung des Transportguts an.
Zwischen 1951 und 1984 fertigte Wenger über 1500 Stahlkabinenaufbauten für die damals offenen Jeeps und weitere Geländewagen. Eine Bestellung mit 50 Kabinen wurde bis nach Finnland geliefert.
Ab den 90er Jahren fertigte Wenger über 65 Wechselladebehälter in unterschiedlichen Ausführungen, mehrheitlich für Feuerwehren.

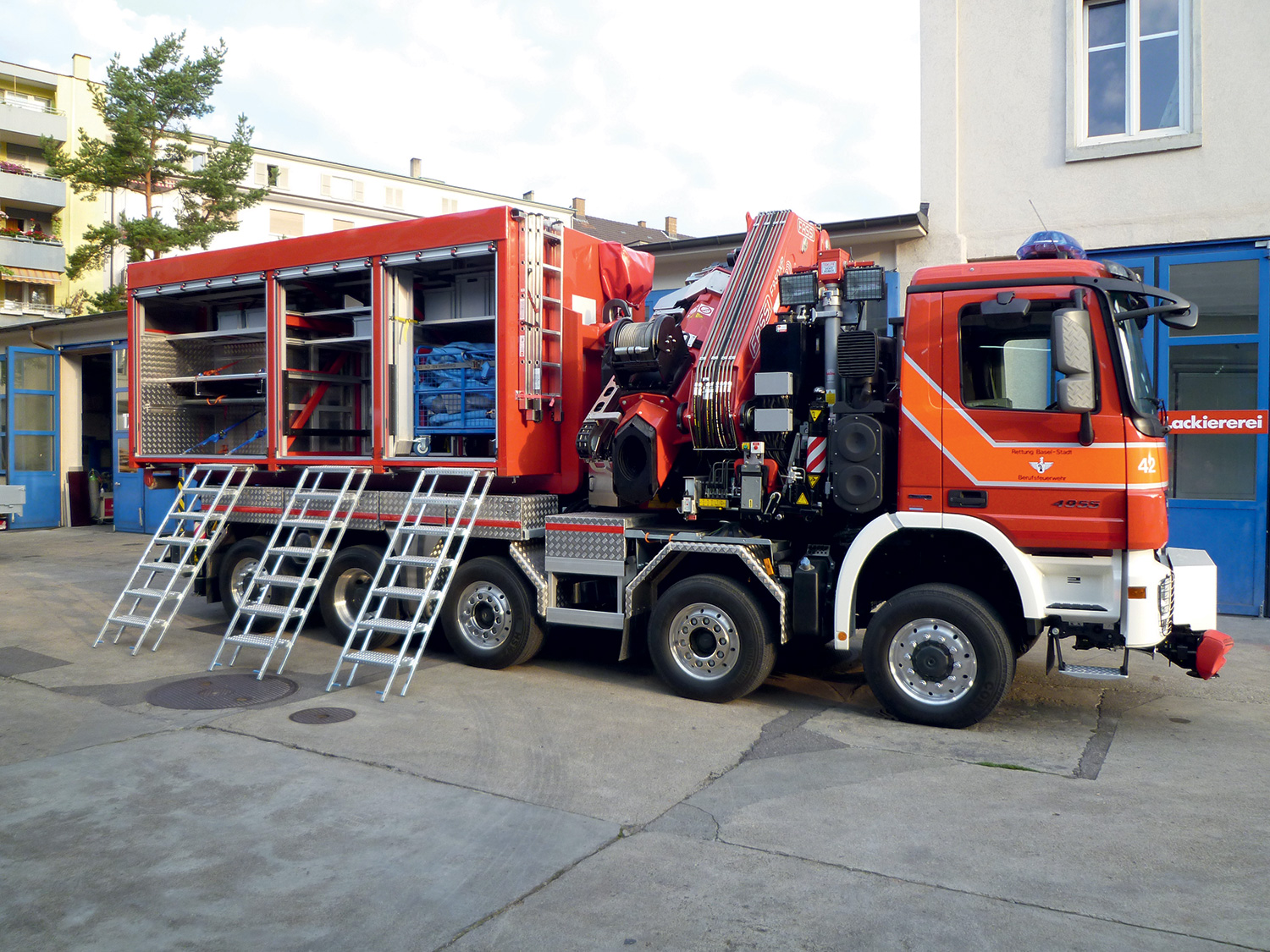
Fahrzeug mit Wenger Wechselladebehälter (2012)

Wenger fertigt und vertreibt individuelle Anhänger und Sattelanhänger der Kategorie B unter seinem Markennamen.

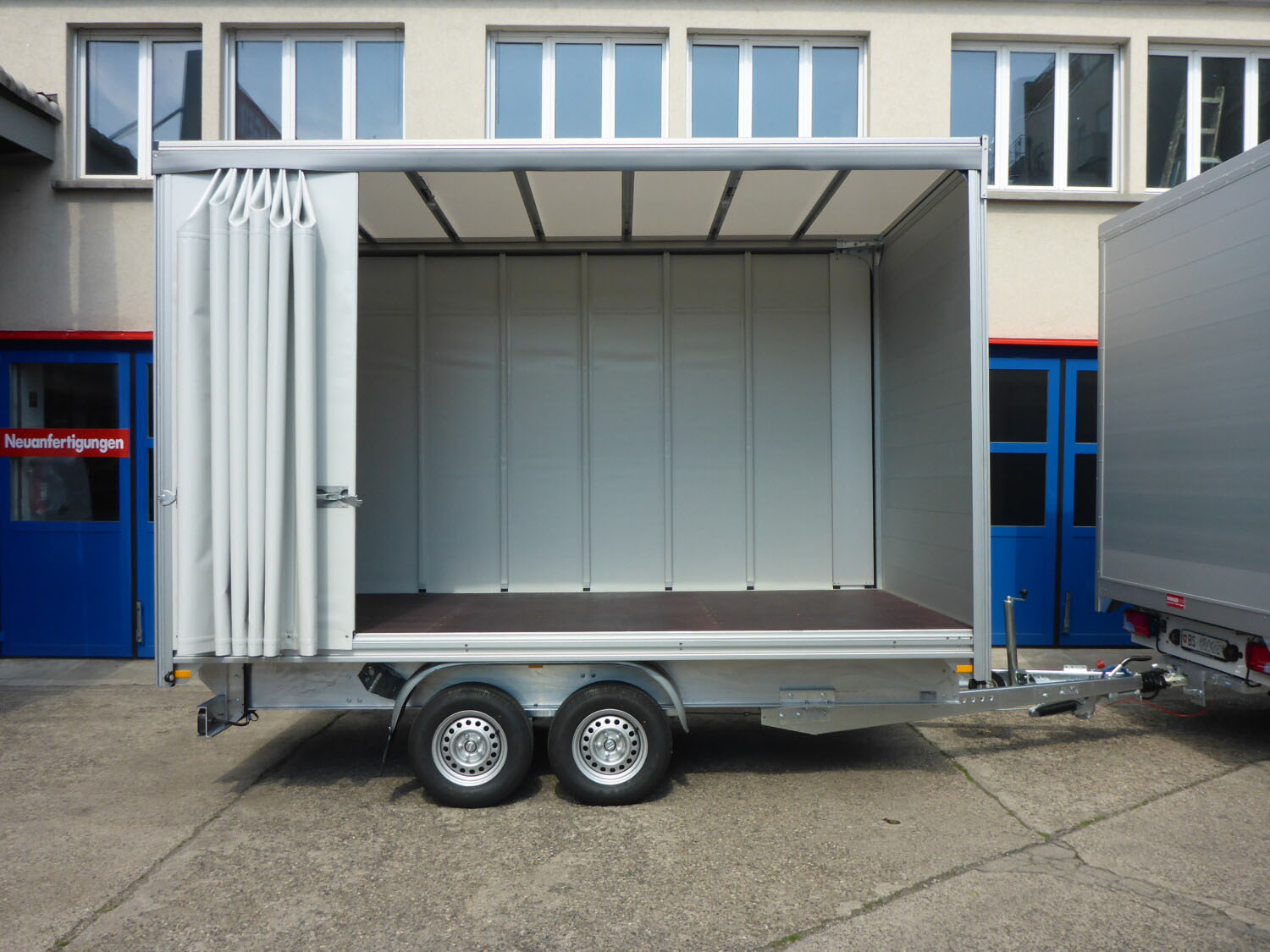
Bei Wenger gefertigt: Anhänger mit Schiebeplanenaufbau